# Higos Brevas
Higos Brevas es un cultivar de higuera de tipo higo común Ficus carica, unífera (con una sola cosecha por temporada, los higos de otoño), con higos de epidermis con color basal negro-púrpura, y con sobre color de bandas regulares ausentes y de zonas irregulares verdes, el color de algunos frutos maduros puede ser marrón, con lenticelas en una cantidad intermedia de un tamaño mediano de color rosa. Se cultiva en la isla de la La Palma del archipiélago de las Islas Canarias (España).

## Sinonimia
- “Higos Brevas de La Palma”,[5][6][7]

## Historia
Según las crónicas de los primeros exploradores que llegaron al archipiélago de las islas Canarias, ya atestiguaron de la presencia de higueras y del consumo de higos en su dieta cotidiana, por parte de la población aborigen de Gran Canaria.
Entre las higueras que se desarrollan en las islas Canarias, las hay descendientes de variedades llevadas de la península, en algunos casos con nombres bastante próximos a las variedades originarias, como 'Burgazote', 'Bergasota', 'Birasote Brevasote', 'Brigasota', 'Bruja', Brujasote (de 'Burjasot' o Bordissot, valenciana/balear/catalana, que podría proceder del norte de África, al menos la B. negra), la 'Nogal' (tal vez la 'Ñogal' o 'Añogal' que llegaría desde Turquía a la península en época hispanomusulmana sustraída por un embajador cristiano del Califato de Córdoba, según relatos), pero también otras anteriores más antiguas, traídas de tierras bereberes, ya cultivadas por los guanches y exclusivas de Canarias, como parece ser la 'Brevera Tarajal' y muchas otras variedades.
La variedad 'Higos Brevas' está localizada en la isla de la La Palma del Archipiélago Canario, donde es conocida y cultivada, aunque en lugares muy localizados.
El « Instituto Canario de Investigaciones Agrarias » (ICIA), organismo autónomo dependiente del Gobierno de Canarias, en una iniciativa que se inscribe en el Programa de Cooperación Transnacional Madeira-Azores-Canarias (MAC 2007-2013), y en el proyecto AGRICOMAC, destinado a fomentar el uso de variedades tradicionales en el sector agrícola de la Macaronesia, estudia variedades de higuera autóctonas canarias con gran potencial productivo y comercial para la implantación de su cultivo en las islas Canarias.

## Características
La higuera 'Higos Brevas' es una variedad unífera de tipo higo común de una sola cosecha por temporada, los higos de otoño. Árbol de vigorosidad elevada, y un buen desarrollo en terrenos favorables, copa esparcida. Sus hojas predominantes son de 3 lóbulos en su mayoría, tienen un lóbulo central ancho, con localización de pequeños lóbulos laterales en el lóbulo central, tiene un grado de profundidad del lóbulo marcado; la forma de la base de la hoja es acorazonada, con Longitud x Anchura: 18,58 x 17,07 cm, siendo su área (en cm²) intermedia, con long. peciolo/long. hoja:0,40; con dientes presentes en márgenes superiores, siendo el margen crenado-serrado; densidad de pelos en el haz intermedia y densidad de pelos en el envés densa, con nerviación aparente y color verde; Peciolo de longitud media con un grosor 5,34 mm, forma redondeada de color verde claro-rosáceo. 'Higos Brevas' tiene un desprendimiento de higos medio, con un rendimiento productivo mediano y periodo de cosecha medio. La yema apical cónica de color verde amarillento.
Los frutos de la higuera 'Higos Brevas' tienen forma (indice) oblonga, la forma según la localización de diámetro máximo es piriforme, con la forma en el ápice redondeada. Los higos son de tamaño grande con un peso promedio de 67,65 gr, sus frutos son de una anchura grande y longitud larga, son no simétricos en la forma, longitud del cuello mediano; cuya epidermis es de firmeza suave y de textura media, color basal negro-púrpura, y con sobre color de bandas regulares ausentes y de zonas irregulares verdes, el color de algunos frutos maduros puede ser marrón, con lenticelas en una cantidad intermedia de un tamaño mediano de color rosa; Ostiolo de anchura mediana, gota de miel ausente, con escamas ostiolares medianas de un color igual al de la piel, semi adheridas a la piel, resistencia al desprendimiento es resistente; Pedúnculo con forma corto y grueso con longitud promedio de 3,01 mm; grietas longitudinales y reticulares; Costillas intermedias; con un grosor de la carne-receptáculo de 6,52 mm con color de la carne blanco, con una pulpa de color rosa, sabor poco sabor, de jugoso a muy jugoso, con un % de sólidos solubles totales medio; con cavidad interna pequeña, con aquenios de un tamaño mediano, en una cantidad intermedia-alta; los frutos maduran sobre inicios de agosto a finales de septiembre. Cosecha con rendimiento productivo mediano, y periodo de cosecha mediano. Son de fácil pelado a intermedio.

## Cultivo
'Higos Brevas', se utiliza en alimentación humana, y en alimentación animal. Se está tratando de recuperar su cultivo en las islas Canarias.
El cultivo de las higueras en general dentro de España, Extremadura es la región con mayor superficie cultivada, en torno a las 5.300 hectáreas de un total de 11.629 has. Le siguen en extensión de cultivo islas Baleares con 2.287 has, Andalucía con 1.874 has, Galicia con 638 has, Comunidad Valenciana con 242 has, y Canarias con 290 has.